# Gmach Sądu Rejonowego w Tucholi
Gmach Sądu Rejonowego w Tucholi – budynek w Tucholi przy ulicy Świeckiej 28.
Został zbudowany w 1869 r. jako nowa siedziba delegatury Sądu Powiatowego w Chojnicach. Wcześniej siedziba sądu, współdzielona z siedzibą władz miejskich, znajdowała się w budynku zlokalizowanym na rogu Rynku i ulicy Chojnickiej (obecnie: Plac Wolności 5) w Tucholi.
Od 1879 r. budynek stał się siedzibą sądu obwodowego. Obecnie mieści się w nim Wydział Cywilny, Wydział Karny, Wydział Rodzinny i Nieletnich oraz Wydział Ksiąg Wieczystych Sądu Rejonowego w Tucholi.